# Altadavan Wood
 Der Altadavan Wood (auch Altadavin) etwa zwei Kilometer nordöstlich von Cullamore im County Tyrone in Nordirland, im Favor Royal Forest, nahe der Grenze zu Irland, ist ein Townland und der Platz von „St Patrick’s Chair and Well“ (auch Druid’s Chair genannt).
Altadavan bedeutet „das Dämonen-Kliff“, an dem St. Patrick den Teufel vertrieben haben soll. Die Legende weist auf eine rituelle Bedeutung des Platzes, an dem bis vor kurzem Lughnasa-Feierlichkeiten (Lammastide) stattfanden. Die dem Steinsessel benachbarte Quelle ist als „St Brigid’s Well“ bekannt. Die Namen der christlichen St. Brigid und der gleichnamigen altirischen Mondgöttin Brigit legen die rituelle Bedeutung des Ortes ebenfalls nahe. 
„St Patrick’s Chair“ ist ein etwa zwei Meter hoher, thronartig geformter, zumindest teilweise bearbeiteter massiver Steinblock, der auf einem anderen Block aufliegt. Er steht zwischen einem Dutzend und mehr anderen Blöcken, von denen einer eine komplette Cup-Marke und ein unfertiges Schälchen trägt. Unter dem Sitz liegt die Quelle, eine offene Kammer, über der ein weiterer massiver Felsbrocken mit einem Bullaun von etwa 25 cm Durchmesser liegt. Ein Stützstein trägt ein weiteres Schälchen. Zwischen dem Bullaun und dem Stuhl stehen zwei Rag Trees, an denen Opfergaben hängen.
„St Patrick’s Chair“ heißt auch ein Steinpaar auf der Isle of Man.